# تد الیوت

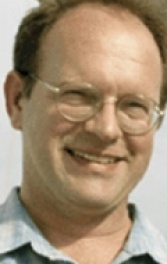
نگارهٔ تد الیوت، فیلم‌نامه‌نویس - ۲۰۱۱

تد الیوت (زادهٔ ۴ ژوئیه ۱۹۶۱) فیلمنامه‌نویس و تهیه‌کنندهٔ فیلم اهل آمریکا است. او همراه با شریک نویسندگی خود «تری روسیو»، برخی از موفق‌ترین فیلم‌های آمریکایی ۳۰ سال گذشته را نوشته است، از جمله علاءالدین (۱۹۹۲)، شرک (۲۰۰۱) و مجموعه دزدان دریایی کارائیب (۲۰۰۳ - ۲۰۱۱).

## فیلم‌شناسی
| نام                                          | سمت                         | کارگردان                          | سال  |
| -------------------------------------------- | --------------------------- | --------------------------------- | ---- |
| علاءالدین                                    | نویسنده                     | ران کلمنتس جان ماسکر              | ۱۹۹۲ |
| نقاب زورو                                    | نویسنده                     | مارتین کمپبل                      | ۱۹۹۸ |
| گودزیلا                                      | نویسنده داستان              | رولاند امریش                      | ۱۹۹۸ |
| سربازان کوچک                                 | نویسنده                     | جو دانته                          | ۱۹۹۸ |
| به سوی الدورادو                              | نویسنده                     | دان پال دیوید سیلورمن بیبو برژرون | ۲۰۰۰ |
| شرک                                          | نویسنده و تهیه کننده اجرایی | اندرو آدامسون ویکی جنسون          | ۲۰۰۱ |
| سیاره گنج                                    | نویسنده داستان              | ران کلمنتس جان ماسکر              | ۲۰۰۲ |
| دزدان دریایی کارائیب: نفرین مروارید سیاه     | نویسنده                     | گور وربینسکی                      | ۲۰۰۳ |
| گنجینه ملی                                   | طراح داستان                 | جان ترتلتاب                       | ۲۰۰۴ |
| افسانه زورو                                  | نویسنده داستان              | مارتین کمپبل                      | ۲۰۰۵ |
| دزدان دریایی کارائیب: صندوقچه مرد مرده       | نویسنده                     | گور وربینسکی                      | ۲۰۰۶ |
| گنجینه ملی: کتاب رمز                         | نویسنده داستان              | جان ترتلتاب                       | ۲۰۰۷ |
| دزدان دریایی کارائیب: پایان جهان             | نویسنده                     | گور وربینسکی                      | ۲۰۰۷ |
| جی-فورس                                      | طراح داستان                 | هویت یاتمن                        | ۲۰۰۹ |
| دزدان دریایی کارائیب: سوار بر امواج ناشناخته | نویسنده و مدیر اجرایی تولید | راب مارشال                        | ۲۰۱۱ |
| رنجر تنها                                    | نویسنده و مدیر اجرایی تولید | گور وربینسکی                      | ۲۰۱۳ |
| دزدان دریایی کارائیب: مردگان حکایت نمی‌کنند   | مدیر اجرایی تولید           | اسپن سندبرگ یواخیم رانینگ         | ۲۰۱۷ |
| دزدان دریایی کارائیب (ریبوت)                 | نویسنده                     | _                                 | _    |